# Львівський ліцей з посиленою військово-фізичною підготовкою імені Героїв Крут

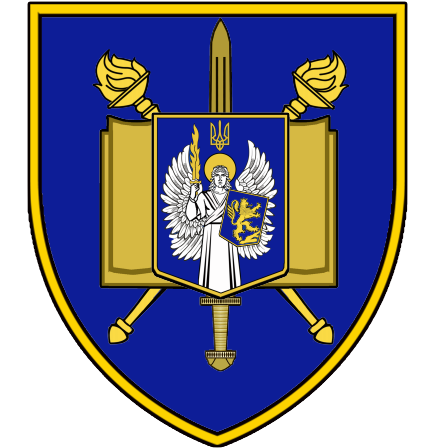
Нарукавний знак ліцею.

Львівський ліцей з посиленою військово-фізичною підготовкою імені Героїв Крут (з 1996 року по 2022 рік — Львівський державний ліцей з посиленою військово-фізичною підготовкою імені Героїв Крут) є закладом повної загальної та спеціалізованої профільної середньої освіти з професійним військовим спрямуванням, що здійснює освітню діяльність на другому і третьому рівнях Національної рамки кваліфікацій, з поглибленим вивченням предметів «Захист України» та «Фізична культура». Львівський ліцей імені Героїв Крут — один із найвідоміших підготовчих військових навчальних закладів України. 

## Історіяліцею
Постановою Кабінету Міністрів України № 490 від 19 серпня 1992 року у Львові на базі Львівської спеціальної школи-інтернату з посиленою військово-фізичною підготовкою був створений Львівський військовий ліцей імені Героїв Крут з метою підготовки кандидатів для вступу до вищих військових навчальних закладів і надання допомоги сім'ям, що потребують соціального захисту.
Постановою Кабінету Міністрів України № 643 від 13 червня 1996 року Львівський військовий ліцей імені Героїв Крут реорганізовано у Львівський державний ліцей з посиленою військово-фізичною підготовкою імені Героїв Крут, а також погоджено пропозиції Міністерства оборони України та Львівської обласної ради щодо передачі майна ліцею із загальнодержавної у комунальну власність. На підставі даної постанови спільним наказом Міністерства оборони України та Міністерства освіти України № 252/289 від 02.09.96 р. було доручено Начальнику Головного управління військової освіти Міністерства оборони України до 01.11.96 р. «за узгодженням з Львівською обласною Радою створити спільну комісію та передати до комунальної власності Львівської області загальнодержавне майно Львівського військового ліцею імені Героїв Крут».
У травні 1994 року ліцею був вручений почесний прапор Львівської обласної ради, як взірцевому навчальному закладу нового типу, в якому здійснюється військово-патріотичне виховання молоді. 14 жовтня 2019 року, під час складання Клятви ліцеїста, голова Львівської обласної ради Олександр Ганущин вручив ліцею новий прапор, розроблений спеціалістами з військової геральдики за зразками прапорів військових частин.
В 2018 році ліцей очолив полковник Юрій Гусар, з яким пов'язані позитивні зміни та оновлення ліцею.
В березні 2025 року ліцей відвідав Верховний Головнокомандувач Збройних Сил України Президент України Володимир Зеленський та представники Офісу Президента. Володимир Зеленський високо оцінив діяльність усього колективу ліцею та поядкував за внесок у зміцнення нашої держави й нашого майбутнього.

## Загальні відомостіліцею
У ліцеї створено всі умови, щоб ліцеїсти вийшли у життя підготовленими до вибору своєї подальшої діяльності.
Щороку тут навчається до 450 ліцеїстів. Висококваліфікований викладацький склад робить все можливе, щоб дати своїм вихованцям належну загальнотеоретичну підготовку, а офіцери-вихователі проводять військовий вишкіл юнаків. Фізичному загартуванню юнаків сприяє робота 8-ми спортивних секцій, підвищенню інтелектуального рівня — консультації, факультативи з різних предметів навчального циклу.
За роки свого існування заклад підготував більше ніж 4500 ліцеїстів. Більшість із випускників обрали службу в секторі оборони і безпеки (Збройні сили України, Міністерство оборони України, Національна гвардія України, Державна прикордонна служба України, Національна поліція України, Служба безпеки України та інші).
Почесне ім'я Героїв Крут зобов'язує ліцеїстів бути гідним їхнього прикладу.

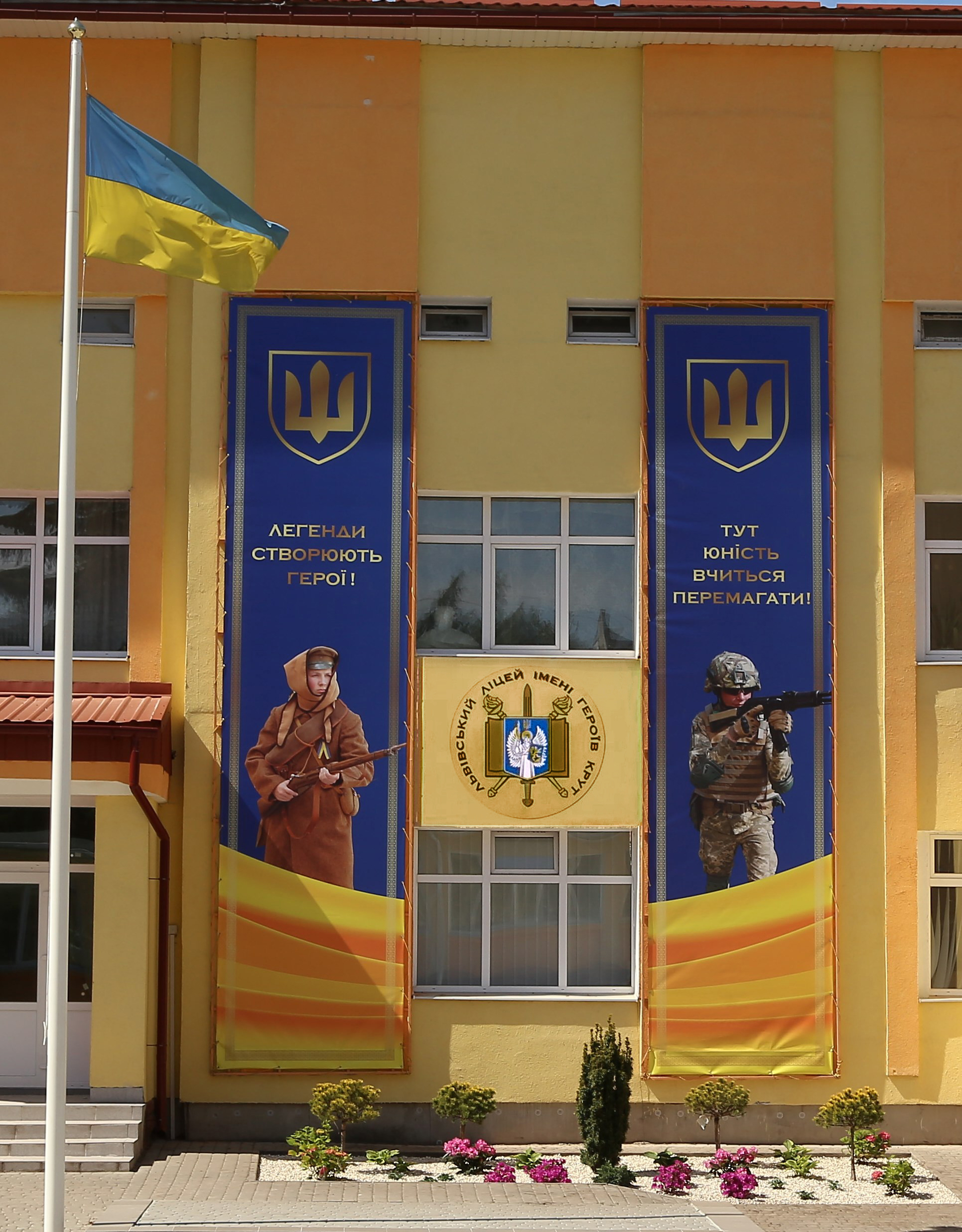
Плац ліцею.

29 січня — у День пам'яті Героїв Крут встановлений День ліцею.

## Організаційна структураліцею
Ліцеїсти діляться на 3 роти, в кожній роті — 5 взводів.
- 1 навчальна рота (ком роти Скочиляс)
- 2 навчальна рота (ком роти Гуня)
- 3 навчальна рота (ком роти Бондаренко)

Офіцерський склад роти:
- Командир роти — старший офіцер-вихователь.
- Командири взводів — офіцери-вихователі.

Командири рот — старші офіцери-вихователі, командири взводів — офіцери-вихователі є кадровими офіцерами Збройних сил України, а також офіцерами запасу та у відставці, які мають вищу військову і педагогічну освіту та відповідний досвід служби, у тому числі досвід бойових дій в АТО/ООС, миротворчих операціях, тощо.

## Назваліцею
Бій під Крутами — бій, що відбувся 16 (29) січня 1918 року на залізничній станції Крути під селищем Крути та поблизу села Пам'ятне, за 130 кілометрів на північний схід від Києва. Цей бій тривав 5 годин між 4-тисячною більшовицькою армією Михайла Муравйова та загоном з київських студентів і бійців вільного козацтва, що загалом нараховував близько чотирьох сотень вояків. У свідомості багатьох особливого значення набув завдяки героїзму української молоді.
В бою під Крутами оборонці української державності отримали переконливу військову перемогу. Наступ ворога було зупинено і здійснено організований відступ, руйнуючи за собою колії і мости. Російсько-більшовицькі нападники втратили боєздатність на чотири дні. Агресор мусив підтягнути нові сили, відремонтувати підірвані й поруйновані мости та залізничні колії, і лише після цього продовжувати свій наступ на Київ, не так залізничним шляхом, як на реквізованих селянських возах, запряжених кіньми, по розмоклій дорозі.
Ця затримка ворога дала змогу українській делегації укласти Берестейський мир, який врятував молоду українську державність.

## Металіцею
Мета ліцею — надання ліцеїстам понад обсяг, визначений державним стандартом для повної загальної середньої освіти, з розрахунку на подальше їх навчання у галузі оборони та безпеки.
Головні завдання ліцею:
- забезпечення набуття ліцеїстами необхідних знань і навичок з військової та фізичної підготовки;
- виховання всебічно-розвиненої, соціально-активної особистості з почуттям відповідальності, високими моральними якостями, дисциплінованістю, формування любові до військової служби та професії офіцера на основі військово-професійної орієнтації;
- підготовка ліцеїстів до вступу у вищі військові навчальні заклади Міністерства оборони України, Міністерства внутрішніх справ, Служби безпеки України, Державної прикордонної служби України, військові навчальні підрозділи вищих закладів освіти Міністерства освіти і науки України, та інших структур сектора оборони і безпеки;
- підготовка фізично здорових, вольових осіб, спроможних переносити труднощі військової служби;
- формування у ліцеїстів лідерських навичок та активної громадянської позиції;
- виховання морально та фізично здорового покоління.
Ліцей має у своєму розпорядженні додаткові, специфічні для нього сили і засоби реалізації свого призначення, зокрема: керівництво ліцею, командири рот і командири взводів;
специфічний уклад життєдіяльності ліцеїстів наближений до умов проживання військовослужбовців строкової служби. Збільшена, порівняно із програмою звичайних шкіл, кількість годин на профільний предмет «Захист України», а також на фізичну підготовку. 

## Вступ доліцею
До вступу приймаються юнаки — громадяни України, віком від 12 до 16 років, які закінчили 7, 8 або 9 класів, придатні за станом здоров'я навчатись у ліцеї і бажають стати офіцерами Збройних сил України та інших силових структур.
Вступні випробування до ліцею передбачають фахові вступні випробування — професійно-психологічне обстеження, медичний огляд, перевірку рівня фізичної підготовки та вступні іспити із загальноосвітніх дисциплін — українська мова (диктант), математика (письмово). Вступники, які не витримали фахові вступні випробування, до вступних іспитів не допускаються.
В ході вступних випробувань абітурієнти проходять співбесіду з англійської мови, яка має на меті визначити рівень володіння мовою задля включення у вересні у відповідну навчальну підгрупу.
Ліцей забезпечує проживання та харчування протягом навчального періоду.
Посилання на правила вступу до ліцею: https://ldl-gk.lviv.ua/contact/conditions/ [Архівовано 2 червня 2021 у Wayback Machine.]

## Матеріальна базаліцею
Ліцей забезпечений сучасним навчальним обладнанням: введено в експлуатацію комплект обладнання сучасного інтерактивного тренінгового класу, обладнано інтерактивними дошками, ноутбуками і LED-телевізорами 9 навчальних кабінетів, розширено Wi-Fi, обладнано електронний лазерний тир, тощо.
Спортивна інфраструктура ліцею включає спортивний зал, зали для занять боротьбою, атлетизмом і армреслінгом; обладнані тренажерні зали для спортивно-масової роботи та вуличні гімнастичні знаряддя на спортивному майданчику, діє смуга перешкод армійського зразка. Також функціонують два спортивні ігрові майданчики зі штучним покриттям, введено в експлуатацію майданчик для тренувань з пейнтболу. Всі вуличні спортивні споруди забезпечені освітленням, що дає можливість удосконалюватися у вечірній час. На сьогоднішній день існують плани зі спорудження на території ліцею плавального басейну.
Спортивні об'єкти дають змогу не тільки якісно проводити заняття та змагання, але й забезпечують роботу спортивних секцій. Всі охочі ліцеїсти мають можливість займатися у секціях фрі-файту, боксу, вільної боротьби, рукопашного бою, армрестлінгу, футболу та волейболу. Традиційними стали щорічні спартакіади ліцею з окремих видів спорту, першості, змагання, весняні та осінні кроси. В ліцеї проводиться всеукраїнський турнір-меморіал пам'яті Устима Голоднюка між ліцеями військового зразка.
Усі учні мають можливість займатися в гуртках мистецького спрямування та розвивати своїх творчі таланти, а також — відвідувати культурно-просвітницькі заклади міста, ознайомитися з його чудовими музеями, театрами.
Також до навчально-матеріальної бази ліцею входять зал хореографії, кабінет «Захисту України», який є зразковим для цього предмету у місті Львові, клуб на 500 місць, бібліотека, актовий зал, спальні приміщення, класи самопідготовки.
Для безпеки учасників освітнього процесу в ліцеї обладнано систему відеоспостереження.
Ліцеїсти мають змогу під час проходження літніх таборів закріпити на практиці набуті теоретичні знання, отримати необхідні навички для навчання у військових вузах.

## Виховний процес уліцеї
Чимале значення приділяється виховному процесу, котрий базується на сприйнятті ліцеїстів, як на повноцінних учасників освітнього процесу, які усвідомлено обрали напрям свого самовдосконалення. Саме тому взаємовідносини з ліцеїстами базуються в першу чергу на довірі, формуванні честі майбутнього офіцера, відповідальності та гідності громадянина України.
Головні напрямки виховного процесу:
- виховання в шкільному та сімейному колективах (заходи соціалізації, вивчення та дотримання правил поведінки, ефективна система заохочень та стягнень);
- всебічний розвитку особистості учнів (заняття різнопланового характеру, систематичні екскурсії музеями Львова та області, зустрічі з відомими особистостями);
- виховання морально-етичних якостей (вивчення та запровадження правил поведінки, формування колективних принципів співдії у суспільстві);
- стимулювання розвитку спортивних та творчих задатків (участь у змаганнях, відвідування ліцейних гуртків чи секцій: музична студія, релігієзнавчий, танцювальний та гурток кібердіяльності; секції фрі-файту, рукопашного бою, армрестлінгу, вільної боротьби, футболу, волейболу, боксу);
- виховання екологічної свідомості ліцеїстів (участь у відповідному гуртку, залучення до загальноміських заходів);
- виховання громадянської гідності (участь в загальнодержавних та регіональних заходах патріотичного характеру, участь в презентаційних акціях перед громадськістю, опіка над вихованцями дитячого будинку);
- стимулювання громадянської активності (спілкування з активістами та громадськими діячами, державними діячами, спеціалізовані заходи поглибленого ознайомлення із управлінською тематикою).
Особливе місце в ліцеї займає національно-патріотичне виховання. Воно базується на прикладах мужності та героїзму українських воїнів протягом усіх періодів історії України, особливо — на прикладах дій українських воїнів під час проведення Антитерористичної операції на сході України та Операції об'єднаних сил.
Ліцеїсти за час свого навчання проходять якісну профорієнтацію: отримують достатньої знань про можливості та перспективи їхньої подальшої військової чи силової кар'єри, спілкуються з курсантами різних спеціальностей та офіцерами вищих військових навчальних закладів.

## Особливі досягненняліцею
В ліцеї започатковано участь вчителів та ліцеїстів у онлайн-проєктах на освітній платформі Європейської Комісії «eTwinning Plus». У рамках проєкту «Holidays of Joy. Christmas and Easter in my Country» ліцеїсти активно спілкувалися англійською мовою з однолітками з Польщі, Італії, Словаччини, Хорватії, Франції, Грузії, Туреччини та Португалії.
Підписано договір про співпрацю і досягнено попередньої домовленості щодо спільних проєктів та освітніх обмінів з колегами з литовського Військового ліцею кадетів імені генерала Повіласа Плехавічуса у Каунасі (Литва).
У ліцеї застосовуються надсучасні кібер-медійні технології навчання, наприклад, дитячо-юнацька військово-патріотична командно-штабна гра «Кіберджура». Пілотний проєкт «Кіберджури», організований МГО «Міжнародна академія геоінформатики» спільно з Національним університетом оборони України, є одним із новітніх напрямів гри «Сокіл» («Джура»), на основі застосування в імітаційній формі сучасних спеціалізованих кіберплатформ.

## Кращі випускникиліцею— учасникиАТОтаООСта інші захисники України
(в алфавітному порядку)
- Безбородов Артем Олегович – майор, випускник ліцею 2006 року. Указом Президента України № 26/2015 від 22.01.2015 року за особисту мужність і героїзм нагороджений орденом Богдана Хмельницького III ступеня.
- Венгрин Іван Володимирович – майор, випускник ліцею 2008 року. Указом Президента України № 640/2014 08.08.2014 року за особисту мужність і героїзм нагороджений орденом Богдана Хмельницького III ступеня.
- Вінтоняк Артур Миколайович – старший лейтенант, випускник ліцею 2009 року. Указом Президента України № 593/2014 15.07.2014 року за особисту мужність і героїзм нагороджений орденом Богдана Хмельницького III ступеня.
- Вовкунович Андрій Олексійович – капітан, випускник ліцею 2002 року. Указом Президента України № 708/2014 від 08.08.2014 року за особисту мужність і героїзм нагороджений орденом «За мужність» III ступеня.
- Гадевич Юрій Ярославович – старший лейтенант, випускник ліцею 2007 року. Указом Президента України № 708/2014 від 08.09.2014 року за особисту мужність і героїзм нагороджений орденом Богдана Хмельницького III ступеня.
- Гасай Петро Володимирович – підполковник, випускник ліцею 1997 року. Указом Президента України № 660/2014 від 21.08.2014 року за особисту мужність і героїзм нагороджений орденом «За мужність» III ступеня.
- Горбатюк Юрій Володимирович – курсант Академії Сухопутних військ імені гетьмана Петра Сагайдачного, випускник ліцею 2013 року. Указом Президента України № 838/2014 від 03.11.2014 за особисту мужність і героїзм нагороджений орденом «За мужність» III ступеня.
- Дронов Богдан Миколайович – підполковник, випускник ліцею 2011 року. Указом Президента України № 294/2022 від 03.05.2014 за особисту мужність, виявлену у захисті державного суверенітету та територіальної цілісності України, самовіддане служіння Українському народу присвоєно звання Герой України з врученням ордена «Золота Зірка».
- Загривий Олександр Юрійович – капітан, випускник ліцею 2006 року. Указом Президента України № 708/2014 від 08.09.2014 року за особисту мужність і героїзм нагороджений медаллю «За військову службу» Україні.
- Захватихата Дмитро Сергійович – підполковник, випускник ліцею 2010 року. Указом Президента України № 680/2015 від 04.12.2015 року за особисту мужність і героїзм нагороджений орденом «За мужність» III ступеня.Указом Президента України № 12/2024 від 18.01.2024 року за особисту мужність і героїзм нагороджений орденом Богдана Хмельницького III ступеня.
- Кириленко Максим Борисович – капітан, випускник ліцею 2007 року. Указом Президента України № 651/2014 від 14.08.2014 року за особисту мужність і героїзм нагороджений орденом Богдана Хмельницького III ступеня.
- Кільян Орест Васильович – підполковник, випускник ліцею 1996 року. Указом Президента України № 640/2014 від 08.08.2014 року за особисту мужність і героїзм нагороджений орденом Богдана Хмельницького III ступеня.
- Коваль Володимир Михайлович – полковник, випускник ліцею 1995 року. Указом Президента України № 176/2015 від 25.03.2015 року за особисту мужність і героїзм нагороджений орденом Богдана Хмельницького III ступеня.
- Козачек Богдан Петрович – лейтенант, випускник ліцею 2010 року. Указом Президента України № 292/2015 від 28.05.2015 року за особисту мужність і героїзм нагороджений орденом Богдана Хмельницького III ступеня.
- Козій Ростислав Володимирович – старший лейтенант, випускник ліцею 2006 року. Указом Президента України № 587/2014 від 08.07.2014 року за особисту мужність і героїзм нагороджений орденом Богдана Хмельницького III ступеня, Указом Президента України № 117/2022 від 08.03.2022 року за особисту мужність і героїзм нагороджений орденом Богдана Хмельницького II ступеня.
- Лісневський Михайло Михайлович – старший лейтенант, випускник ліцею 2009 року. Указом Президента України № 660/2014 від 21.08.2014 року за особисту мужність і героїзм нагороджений орденом «За мужність» III ступеня.
- Матюхін Леонід Юрійович – полковник, випускник ліцею 1995 року. Указом Президента України № 915/2014 від 04.12.2014 року за особисту мужність і героїзм нагороджений медаллю «За військову службу Україні»
- Савчук Сергій Васильович – капітан, випускник ліцею 2005 року. Указом Президента України № 631/2014 від 02.08.2014 року за особисту мужність і героїзм нагороджений орденом «За мужність» III ступеня. Указом Президента України № 480/2015 від 20.08.2015 року, за особисту мужність і самовідданість, виявлені у захисті державного суверенітету та територіальної цілісності України, вірність військовій присязі нагороджений медаллю «Захиснику Вітчизни»
- Соловко Олексій Леонідович – лейтенант, випускник ліцею 2010 року. Указом Президента України № 838/2014 від 03.11.2014 року за особисту мужність і героїзм нагороджений орденом Богдана Хмельницького III ступеня.
- Чкалов Артур Павлович – старший лейтенант, випускник ліцею 2009 року. Указом Президента України № 651/2014 від 14.08.2014 року за особисту мужність і героїзм нагороджений орденом Богдана Хмельницького III ступеня.
- Шайнога Микола Романович — солдат ЗСУ, загинув 2014 року під час російсько-української війни.

## Керівництволіцею
Начальник ліцею
- полковник Гусар Юрій Володимирович[9]

Заступники
- Заступник начальника ліцею з навчальної роботи — підполковник Грицевич Тарас Любомирович
- Заступник начальника ліцею з виховної роботи — Полковник Левус Петро Миколайович
- Заступник начальника ліцею з методичної робити — Дзевенко Марія Віталіївна